# Oberliga NRD w szachach
Oberliga – najwyższa klasa drużynowych rozgrywek szachowych w Niemieckiej Republice Demokratycznej, odbywająca się w latach 1950–1991. Organizatorem zawodów był Deutscher Schachverband der DDR.

## Historia
Pierwsze i jedyne drużynowe mistrzostwa radzieckiej strefy okupacyjnej Niemiec w szachach miały miejsce w 1949 roku, miesiąc przed utworzeniem Niemieckiej Republiki Demokratycznej, i odbywały się pod nazwą Mannschaftsmeisterschaft der Sowjetischen Besatzungszone. Zwycięzcą tych rozgrywek został wówczas BSG Erich Zeigner Leipzig. Od 1950 roku zainaugurowano mistrzostwa NRD, systemem każdy z każdym. W 1955 roku wprowadzono system ligowy rozgrywany w cyklu rocznym, osiem weekendów na sezon. W sezonie 1957/1958 odbywały się rozgrywki w Sonderlidze (lidze specjalnej) i Oberlidze, a zwycięzcy obu lig zagrali w barażu o mistrzostwo; SC Einheit Dresden pokonał w tym meczu BSG Motor Gotha 9,5:6,5. W latach 1958–1965 liga odbywała się systemem Semi-Scheveningen, w którym czterech czołowych zawodników z każdej drużyny grało w dywizji Oberhaus, a czterech pozostałych w dywizji Unterhaus. Mistrzostwa odbywały się do 1991 roku, a ostatni sezon dokończono już po zjednoczeniu Niemiec.

## Mistrzowie NRD
Źródła: OlimpBase, DSB
- 1950: BSG KWU Leipzig
- 1951: BSG Einheit-Leipzig-Ost
- 1952: BSG Einheit-Leipzig-Ost
- 1953: BSG Einheit-Leipzig-Ost
- 1954: BSG Einheit-Leipzig-Ost
- 1955: SC Wissenschaft Halle
- 1955/1956: SC Wissenschaft Halle
- 1956/1957: SC Einheit Dresden
- 1957/1958: SC Einheit Dresden
- 1958/1959: TSC Oberschöneweide
- 1959/1960: TSC Oberschöneweide
- 1960/1961: TSC Oberschöneweide
- 1961/1962: SC Einheit Dresden
- 1962/1963: TSC Berlin
- 1963/1964: SC Chemie Halle
- 1964/1965: TSC Berlin
- 1965/1966: TSC Berlin
- 1966/1967: DAW Berlin
- 1967/1968: SG Leipzig
- 1968/1969: BSG Buna Halle
- 1969/1970: SG Leipzig
- 1970/1971: SG Leipzig
- 1971/1972: SG Leipzig
- 1972/1973: SG Leipzig
- 1973/1974: BSG Buna Halle
- 1974/1975: BSG Buna Halle-Neustadt
- 1975/1976: SG Leipzig
- 1976/1977: SG Leipzig
- 1977/1978: BSG Buna Halle-Neustadt
- 1978/1979: BSG Buna Halle-Neustadt
- 1979/1980: BSG Buna Halle-Neustadt
- 1980/1981: SG Leipzig
- 1981/1982: SG Leipzig
- 1982/1983: BSG Baukombinat Leipzig
- 1983/1984: BSG Baukombinat Leipzig
- 1984/1985: BSG Baukombinat Leipzig
- 1985/1986: BSG Buna Halle-Neustadt
- 1986/1987: BSG Buna Halle-Neustadt
- 1987/1988: Mikroelektronik Erfurt
- 1988/1989: BSG Baukombinat Leipzig
- 1989/1990: Empor HO Berlin
- 1990/1991: SV Erfurt West 90